# Bilo, Dimitrovgrad
Bilo (izvirno srbsko Било) je naselje v Srbiji, ki upravno spada pod Občino Dimitrovgrad; slednja pa je del Pirotskega upravnega okraja.

## Demografija
V naselju živi 14 polnoletnih prebivalcev, pri čemer je njihova povprečna starost 65,0 let (67,3 pri moških in 63,3 pri ženskah). Naselje ima 7 gospodinjstev, pri čemer je povprečno število članov na gospodinjstvo 2,00.
Prebivalstvo je večinoma nehomogeno, a v času zadnjih treh popisov je opazno zmanjšanje števila prebivalcev.
|  |

| Demografija | Demografija     | Demografija     |
| Leto        | Št. prebivalcev | Št. prebivalcev |
| ----------- | --------------- | --------------- |
|             |                 |                 |
|             |                 |                 |
|             |                 |                 |
|             |                 |                 |
| 1948        | 354             |                 |
| 1953        | 354             |                 |
| 1961        | 258             |                 |
| 1971        | 128             |                 |
| 1981        | 67              |                 |
| 1991        | 27              | 27              |
| 2002        | 14              | 14              |
|             |                 |                 |

| Etnična sestava po popisu iz leta 2002 | Etnična sestava po popisu iz leta 2002 | Etnična sestava po popisu iz leta 2002 | Etnična sestava po popisu iz leta 2002 | Etnična sestava po popisu iz leta 2002 |
| -------------------------------------- | -------------------------------------- | -------------------------------------- | -------------------------------------- | -------------------------------------- |
| неизјашњени                            | неизјашњени                            |                                        | 8                                      | 57,15%                                 |
| Bolgari                                | Bolgari                                |                                        | 5                                      | 35,71%                                 |
| Neznano                                | Neznano                                |                                        | 1                                      | 7,14%                                  |